# Répertoire des disques compacts
Répertoire des disques compacts (häufig einfach Répertoire genannt) war eine französische Zeitschrift für klassische Musik, die von 1988 bis 2004 publiziert wurde.

## Geschichte
Répertoire des disques compacts wurde 1988 von Georges Cherière (der 1956 schon die Zeitschrift Diapason gegründet hatte) ins Leben gerufen. Das Magazin bot monatlich eine möglichst vollständige Übersicht über die Neuerscheinungen klassischer Musik sowie kleinere Übersichten über Neuerscheinungen im Jazz und in der Weltmusik.
Die erste Ausgabe erschien im März 1988 mit Luciano Pavarotti auf dem Cover. 1989 gab der Verlag versuchsweise zusätzlich zur monatlichen (Nr. 19 bis 27) wöchentliche Ausgaben heraus, stellte sie aber nach etwa zwanzig Nummern wieder ein. Jährlich produzierte das Magazin eine Beilage mit einer Übersicht über alle von ihm rezensierten CDs. Zudem gab es thematische Sonderhefte (Hors-série), insbesondere einen Leitfaden mit den Preisen klassischer CDs, der jedes Jahr zu Weihnachten aktualisiert wurde und zuvor erschienene Rezensionen ausgewählter CDs und Artikel enthielt. Zu Weihnachten 1996 enthielt der Leitfaden eine Liste von CDs unter 100 Francs und eine von CDs unter 50 Francs und zu Weihnachten 1998 ausnahmsweise die Rezensionen einer Auswahl von Auszeichnungen „10 de Répertoires“, unabhängig vom Preis der CDs.
Nach der Pensionierung von Georges Cherière wurde der Chefredakteur Christophe Huss zum geschäftsführenden Redakteur ernannt.
Die letzte Ausgabe (Nr. 174) erschien im Dezember 2003/Januar 2004.
Ende 2003 kaufte die Gruppe Express-Expansion das Magazin vom damaligen Besitzer, Serge Doukhan, und fusionierte es Anfang 2004 (Nr. 59) mit der eigenen, seit Oktober 2000 in ihrem Besitz stehenden Zeitschrift Classica, die danach für einige Monate den Doppeltitel Classica-Répertoire trug.
Der Herausgeber von Classica Stéphane Chabenat rechnete aufgrund der Fusion der beiden Titel mit einer Steigerung der Auflage von 17.000 auf 25.000 Exemplare.

## Logos
Das Magazin änderte den Zeitungskopf drei Mal, 1992, 1996 und 1999, als nur noch das „R“ in großer Letter geschrieben war.

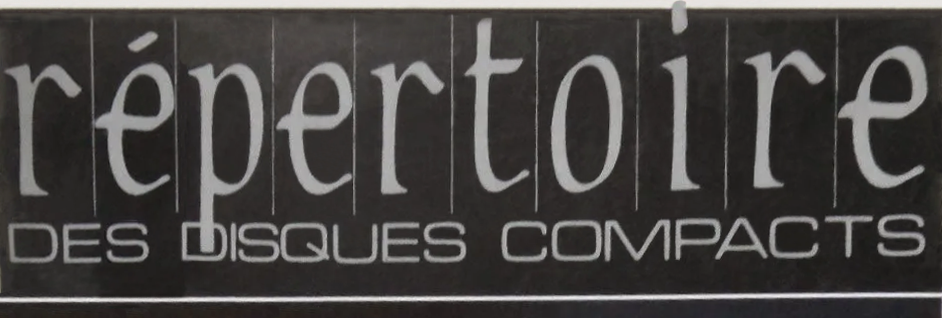
Zeitungskopf 1988
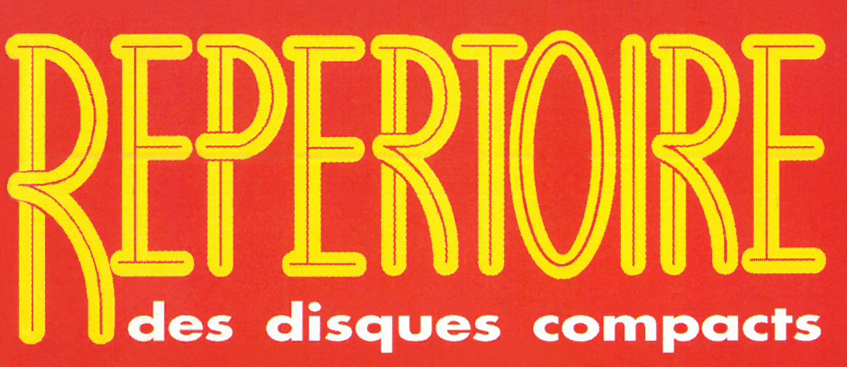
Zeitungskopf 1992
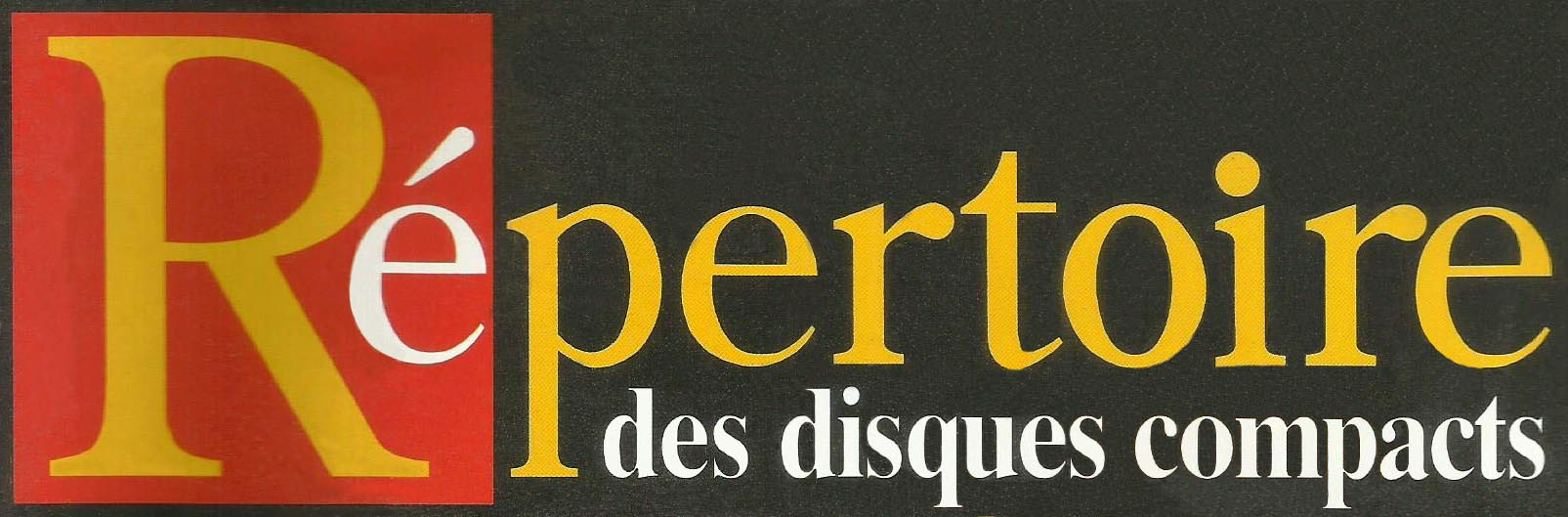
Zeitungskopf 1996

## Chefredakteure und Mitarbeiter
Georges Chériere war von 1988 bis 1993 Chefredakteur, Christophe Huss von 1993 bis 2003 und Richard Martet von 2003 bis 2004.
Unter den wichtigsten Mitarbeitern waren André Clergeat und für andere Bereiche Étienne Bour (Weltmusik), Jean-Pierre Jackson (Jazz), Jean-Claude Tornior (Ton und Bild) und viele andere. Die Redakteure präsentierten sich auf einer Seite mit dem Titel „Le jardin secret de…“, die sich Ende der 1990er Jahre über mehrere Nummern erstreckte.

## Auszeichnungen für Aufnahmen

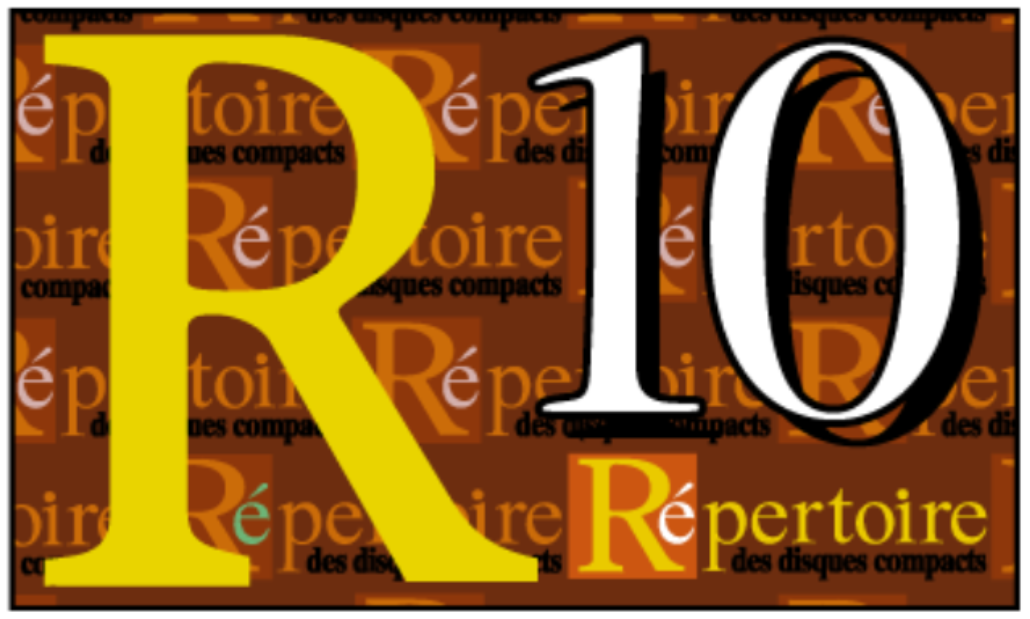
Aufkleber für die Auszeichnung „10 de Répertoire“

Répertoire bewertete als herausragend befundene Aufnahmen mit Punkten. Die höchste künstlerische Bewertung war eine „10 de Répertoire“. Bei wenig bekannten oder erstmals gespielten Partituren wurde laut dem Magazin nicht nur „die Interpretation eines Werks berücksichtigt, sondern floss auch unsere Meinung zum gespielten Werk ein“. Die ersten Nummern unterschieden noch zwischen stereo- und monophonen Aufnahmen. Für die „10 de Répertoire“ sowie die 9er- und seltener die 8er-Auszeichnungen gab es einen Aufkleber auf den CDs. Außerdem gab es eine Zwischenbewertung „Recommandé par Répertoire“, die laut der Zeitschrift „aus dem Pool exzellenter und außergewöhnlicher Auszeichnungen (d. h. Auszeichnungen mit den Bewertungen 8 und 9) für Aufnahmen stammt, die unsere Aufmerksamkeit besonders erregt haben“.